# Željko Luketić
Željko Luketić (Zagreb, 17. lipnja 1972.) hrvatski je filmski i glazbeni kritičar, filmolog, nezavisni kustos, scenarist, kulturni djelatnik, istraživač povijesti filma, glazbe i umjetnosti, arhivist, restaurator i izdavač. Jedan je od osnivača neovisne diskografske kuće Fox & His Friends, te nezavisnog arhiva Jučer Danas Sutra - Platforma za audiovizualna istraživanja. Autor je brojnih članaka iz područja popularne kulture, urednik diskografskih izdanja i gostujući predavač na brojnim institucijama i sveučilištima u Hrvatskoj i regiji.
Studirao je novinarstvo na Fakultetu političkih znanosti i društveno-humanističku informatiku na Filozofskom fakultetu, diplomirao na Ekonomskom fakultetu u Zagrebu na temi "Product placement na filmu". Doktorand je na poslijediplomskom studiju znanosti o književnosti, teatrologije i dramatologije, filmologije, muzikologije i kulture na Filozofskom fakultetu Zagreb.  
Od 1993. godine pa sve do danas piše i objavljuje glazbene i filmske kritike, članke i eseje za Kinoteku, Heroinu Novu, Hrvatsko slovo, Hrvatski filmski ljetopis, 3. program Hrvatskog radija, Radio 101, Hollywood, Filmonaut, Oris, Prosvjetu, Eye Magazine i brojne druge časopise. Suradnik filmskog programa Hrvatske televizije na emisijama Fatamorgana i Zvjezdana prašina od 1998. do 2001. Stalni član i potpredsjednik Hrvatskog društva filmskih kritičara (HDFK) od 2001. do 2003. Član Vijeća časti HDFK od 2014. do 2016. godine.  
Od 1995. do 2010. stalni kritičar i urednik u redakciji kulture na Radiju 101 Zagreb. Autor free-form emisije eksperimentalne i rubne glazbe Borderline Music od 2002. do 2010. (Radio 101, Festival Exit – Elektrana Radio). Član tima Hrvatskog audiovizualnog centra (HAVC) u kampanji Nacionalnog programa promicanja audiovizualnog stvaralaštva 2011. godine. Član ocjenjivačkih sudova i selekcijskih vijeća pri festivalima 25FPS (Međunarodni festival eksperimentalnog filma i videa), Vukovar Film Festival, Dani hrvatskog filma, Trash Film Festival Varaždin i drugi. Stalni suradnik udruge Subkulturni Azil iz Maribora (Slovenija) i izdavačke kuće Dark Entries (San Francisco, SAD).
Kustos izložbe „Borghesia: Mi vam ne vjerujemo / We Don’t Believe You“ (Galerija Greta, 2014.), sudionik izložbe „I’m Still Alive: Medijska i kompjuterska umjetnost“ (2000., Mi2 i Galerija HDLU, Zagreb). Autor i kustos serijala izložbi o povijesti i utjecaju disco glazbe: "Druga strana groznice subotnje večeri: Socijalistička disco kultura 1977-1983“ u Galeriji Klovićevi dvori / Kula Lotrščak i „Vizualni jezik disca“ u HDD Galeriji Hrvatskog dizajnerskog društva. Kustos izložbi "51000 Balthazargrad" (Rijeka, Muzej moderne i suvremene umjetnosti u okviru programa EPK2020) i "Utilitarni dizajn raspjevanog socijalizma" (HDD, 2020.). Kurator zapažene kompilacije industrijske i elektroničke glazbe „Ex Yu Electronica III: Diktatura, humor, agresija“ (Subkulturni Azil, Maribor, 2012.) i autor koncepta, selektor, istraživač i autor predgovora za „Electronic Jugoton – Synthetic Music From Yugoslavia 1964-1989“ (Croatia Records, 2014.), te reizdanja Borghesia: Clones (Dark Entries, 2012.) i kompilacije filmske glazbe Kornelija Kovača „Ovozemaljski raj“ (Croatia Records, 2017.). Ko-scenarist i istraživač serijala dokumentarnih filmova o povijesti radija, televizije i glazbe: „Tko je taj Nikša Fulgosi?“ (Hrvatska radiotelevizija, 2014.), „Tko je taj Anton Marti?“ (2016.), „Tko je taj Angel Miladinov?“ (2016.) i „Tko je taj Zvonimir Bajsić?“ (2016.).
Umjetnički direktor i glavni selektor festivala Dani hrvatskog filma (2014. – 2016.) i predsjednik udruge Jučer Danas Sutra – Platforme za audiovizualna istraživanja Zagreb. Organizirao i kurirao projekcije autorskih, propagandnih i namjenskih filmova, te glazbenih video-spotova. Član Hrvatske zajednice samostalnih umjetnika (HZSU), međunarodnog udruženja filmskih kritičara Fédération Internationale de la Presse Cinématographique (FIPRESCI), Hrvatskog društva filmskih kritičara (HDFK) i Sindikata novinara Hrvatske (SNH). Suvlasnik izdavačke kuće Fox & His Friends (Zagreb/Rijeka) i ko-urednik izdanja „Tomislav Simović – Gosti iz galaksije“, „NEP (Nova Evropa) – Decadance“ i „Socijalistički disco: Ples iza jugoslavenske baršunaste zavjese 1977-1987“.
Gost predavač na Sveučilištu Sjever, Veleučilištu Vern, Tehničkom veleučilištu Zagreb (TVZ), Hrvatskom državnom arhivu, Jugoslovenskoj kinoteci (Beograd), Umjetničkoj akademiji Split (UMAS) i sudionik međunarodnih znanstvenih konferencija Narratology and Its Discontents: Narrating beyond Narration (Akademija dramskih umjetnosti Zagreb, 2017.), Balkan Cinema on the Crossroads: From Nitrate to Digital (Fakultet dramskih umetnosti, Beograd, 2017.), Hrvatska filmska baština (HDA/Hrvatska kinoteka, Zagreb 2017.),  Četvrti međunarodni znanstveni skup 'Socijalizam na klupi' (Sveučilište Jurja Dobrile, Pula 2019.). Istražuje film, povijest filma, medije i povijest medija, povijest avangardne, elektroničke i popularne glazbe, odnos medija i glazbe, pojam i utjecaj namjenske glazbe, politike sjećanja i kulture u kontekstu glazbe i filma, te metode i tehnike arhiviranja, restauriranja i digitalizacije audiovizualnih djela.